# Parasphena hanangensis
Parasphena hanangensis is een rechtvleugelig insect uit de familie Pyrgomorphidae. De wetenschappelijke naam van deze soort is voor het eerst geldig gepubliceerd in 2009 door Hemp.